# Comté de Guernsey
Le comté de Guernsey (en anglais : Guernsey County) est un des 88 comtés de l’État de l’Ohio, aux États-Unis.
Son siège est fixé à Cambridge.